# Pola Buckley
Pola A. Buckley ist eine US-amerikanische Politikerin, die von 2013 bis 2021 als 20. Maine State Auditor amtierte.

## Leben
Pola Buckley wurde als Tochter der italienischen Einwanderer Dr. Stelvio Papetti und Liboria Curletta geboren. Ihren Bachelor machte sie am Boston College und den Master of Business Administration am Thomas College in Waterville.
Von 1978 bis 1988 arbeitete sie als Mill Financial Manager für die Kimberly-Clark Corporation und von 1988 bis 1993 als Chief Financial Officer für eine Produktionsfirma im Androscoggin County. Für die Papierindustrie von Maine arbeitete sie von 1993 bis 2000 als Beraterin für Finanzsysteme. Danach arbeitete sie für das Department of Audit des Bundesstaates Maine. Buckley ist ein Certified Public Accountant des Bundesstaates Maine. Zudem besitzt sie ein  Mandat für die Prüfung von elektronischen Informationssystemen, welches von der Information Systems Audit and Control Association verliehen wird.
2013 wurde sie als Parteilose die 20. Maine State Auditor. Nach zwei Amtszeiten konnte sie verfassungsgemäß nicht erneut kandidieren.
Pola Buckley hat zwei Söhne und lebt in Hallowell.